# لانگنروهر
لانگنروهر (به آلمانی: Langenrohr) یک منطقهٔ مسکونی در اتریش است که در ناحیه تولن واقع شده‌است. لانگنروهر ۲۲٫۵۷ کیلومتر مربع مساحت دارد ۱۸۲ متر بالاتر از سطح دریا واقع شده‌است.